# Giacomo Antonio Canevalle

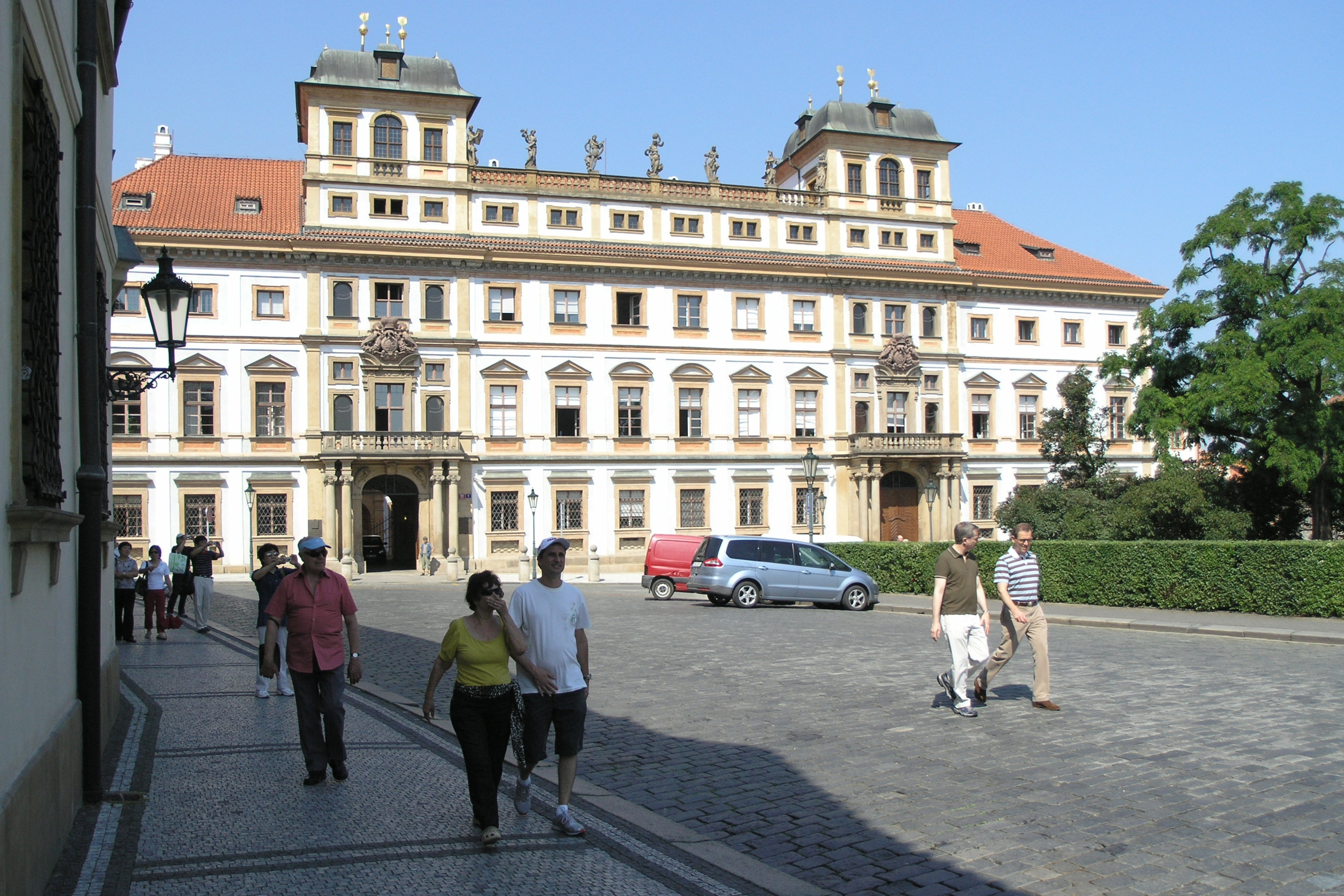
A Toszkánai palota a Hradzsín téren

Giacomo Antonio Canevalle (Canevale, Canevalli névváltozatokban, illetve Jakob Anton, Jakub Antonin keresztnevekkel; Prága, 1660 előtt – Prága, 1731. november 28.) cseh barokk építész, a Canevalle építészcsalád jeles tagja.

## Élete
A család alapítója a Comói-tó vidékéről a 17. században települt át Ausztriába, és a 17–18. században a család sok tagja tevékenykedett építészként vagy kőművesként az osztrák birodalomban. A család leghíresebb tagja Isidore Marcellus Amandus Canevale (1730–1786) lett. Giacomo Antonio a prágai vlachok harmadik nemzedékének tagja.
Bizonyosnak tűnik, hogy apja, Giovanni Domenico Canevalle (?1637–1685) már Prágában született. Prága Óvárosában a polgárjogot apa és fia egyszerre, 1673-ban kapta meg. Ekkor Giacomo még kőművesinas, volt, és csak a következő évben szabadult. Ezután további kőműveseknél segédkedett, köztük 1691-ben Johann Baptista Cavallánál (Canavalla), aki alighanem szintén a kiterjedt család tagja lehetett.
1682. május 23-án az Óvárosban, a Týn-templomban feleségül vette Dorota Heroltovát († 1720). 1685–1727 között ő volt a prágai vár udvari építőmestere. 1707-ben az udvari kamarában lett adminisztrátor. Egy 1820-as évekbeli vizitációban leírták, hogy szerint háza volt a Řetězová utcában[ és évi 100 guldent keresett.

## Munkássága
Hatékonyan dolgozó és ezért roppant népszerű, sokat alkalmazott kivitelező volt, aki fontos nemeseknek (Vratislavové z Mitrovic, 1711-től Jan Josef Valdštejn) és egyben az udvari kamarának is dolgozott, de munkásságának csak egy töredékét ismerjük.
1634-ben a Clam-Gallas-palota elődjét a császár elkobozta, és Matyáš Gallas de Campo tábornokának adta. Canevalle a palotát neki építette át 1685–1693 között kora barokk stílusban. Művéből nem maradt meg gyakorlatilag semmi, mert ezt a „régi” palotát több kisebb épülettel összevonva Jan Václav Gallas (1690–1719, tehát átfedéssel). majd Johann Bernhard Fischer von Erlach (1711–1715) tervei alapján teljesen átépítették.
- 1685 után fejezte be Zaječovban az Ágoston-rendi remeték kolostorának építését,
- 1688-ban Volary templomát építette fel.[4]
- 1686–89-ben Malešicében kastélyt épített.
- ő építette fel Jean Baptista Mathey terve alapján a Királyi kertekben a nyaralót (1689, azóta lebontották) és a Lovardát (1694–1700), valamint
- ugyancsak Jean-Baptiste Mathey tervei alapján építette fel a Toszkánai palotát (eredetileg Thún-palotát),
- 1697–1704 közt valószínűleg Brlohban épített templomot,[4]
- a prágai várban tervezett építkezéseinek (kanonoki rezidencia, Spanyol-terem rekonstrukciója, fegyverraktár javítása) nyomai nem maradtak fenn.
- 1704–14 között ő vezette a Szent Vitus-székesegyház nem túl intenzív építését-helyreállítását.
- külföldi terv alapján 1723–25 között építette fel Leopold Šlik (Leopold Šlik z Holíče a Pasounu) gróf síremlékét.
- 1711–1715-ben a valószínűsíthetően ugyancsak családtag Marco Antonio Canevalle terve szerint Petrovicében felépítette a Szent Mária-templomot és paplakot.
- 1712–1713 közt Skryjyében és Hvozdban is újjáépítette a templomot.
- 1714 előtt Litvínovban ő építette fel a Waldstein-kastélyt.
- 1719–1727 között a Hradzsínban új istállókat épített a császári kórház közelében.
- 1725–1726-ban részt vett a Nyári Palota felújításában.